# Christianne Mwasesa
Christianne Mwange Mwasesa, née le 12 mars 1985 à Lubumbashi, est une handballeuse internationale congolaise, qui évolue au poste d'arrière gauche.
En 2008, alors qu'elle évolue à Abidjan en Côte d'Ivoire et en équipe nationale du Congo, Thierry Vincent, alors sélectionneur de la Côte d’Ivoire la repère et lui fait signer un premier contrat professionnel au Mérignac Handball en Division 2.
En 2009, Thierry Vincent l'emmène avec lui au Toulon Saint-Cyr Var Handball.
Elle quitte Toulon en 2014 pour prendre du temps auprès de sa famille au Congo et s'engage ensuite avec le club angolais du CD Primeiro de Agosto.

## Carrière

### En club
Christianne Mwasesa a joué à Abidjan en Côte d'Ivoire jusqu'en 2008. Ensuite, l'arrière a signé pour le club français de deuxième division Mérignac Handball. Une saison plus tard, elle est passée au club de première division Toulon Saint-Cyr Var handball. En 2010, Mwasesa a remporté le championnat de France avec Toulon et s'est qualifié pour la Ligue des champions de l'EHF. En Ligue des champions 2010/11, Mwasesa a marqué 37 buts en phase de groupes. Toulon Saint-Cyr Var Handball est éliminé après la phase de groupes mais a été reversé en Coupe des vainqueurs de coupe d'Europe. Ici, la Congolaise a marqué 27 autres buts.
Lors des saisons 2010/11 et 2011/12, Mwasesa a remporté la Coupe de France. En conséquence, elle a de nouveau participé à la Coupe des vainqueurs de coupe européenne avec Toulon Saint-Cyr Var Handball au cours des saisons 2011/12 et 2012/13 . À partir de janvier 2013, elle a fait une pause et a donné naissance à sa fille en juillet. Après que Mwasesa ait joué à nouveau pour le Toulon Saint-Cyr Var handball après sa grossesse, elle a quitté le club en août 2014. Elle a ensuite rejoint l'association angolaise CD Primeiro de Agosto.

### En sélection
Christianne Mwasesa Mwange a participé à la Coupe d'Afrique des Nations avec l'équipe nationale congolaise en 2012. Là, la République démocratique du Congo a remporté la médaille de bronze et s'est donc qualifiée pour la Coupe du monde 2013 en Serbie. À la coupe du monde en 2013, Mwasesa a terminé huitième avec 42 buts.En 2014, elle a pris la deuxième place à la Coupe d'Afrique des nations. Lors de la Coupe du monde 2015, elle a de nouveau terminé huitième de la liste des buteurs avec 45 buts,.

## Palmarès

### En club
compétitions internationales
- vainqueur du Super globe féminin en 2019 (avec CD Primeiro de Agosto)[13]

compétitions nationales
- championne de France en 2010 (avec Toulon Saint-Cyr)[1]
- vainqueur de la coupe de France en 2011 et 2012 (avec Toulon Saint-Cyr)[1]

### En sélection
- Médaille de bronze des Jeux africains de 2019

### Récompenses individuelles
- Élue meilleure arrière gauche du championnat de France[14] (3) : 2010, 2011 et 2012
- Meilleure marqueuse et élue meilleure arrière gauche du championnat d'Afrique des nations 2012[15],[16]